# Lamium tschorochense
Lamium tschorochense là một loài thực vật có hoa trong họ Hoa môi. Loài này được A.P.Khokhr. mô tả khoa học đầu tiên năm 1995.